# Scopula uniformis
Scopula uniformis là một loài bướm đêm trong họ Geometridae.